# 峯村光郎
峯村 光郎（みねむら てるお、1906年6月26日 - 1978年2月18日）は、日本の法学者。慶應義塾大学名誉教授。 専門は法哲学、経済法、労働法。

## 経歴
長野県上水内郡水内村（現長野市）出身。旧制長野中学（長野県長野高等学校）を経て慶應義塾大学法学部卒。
慶應義塾大学助教授、1938年教授。1948年法学博士。のちに同大学法学部長。1972年定年退任、名誉教授、國學院大學教授。日本法哲学会理事長。
1976年勲一等瑞宝章叙勲。
1949年の公共企業体等労働関係法の施行以降には、公共企業体の労働関係問題に深く携わり、1956年からは公共企業体等労働委員会（中央労働委員会の前身）の会長代行、会長を務めた。
1978年2月18日、東京都済生会中央病院で肺機能不全のため死去。71歳。

## 著書
- 『法律学序説』巌松堂 1936年
- 『戦時国家の経済法』千倉書房 1937年
- 『経済統制法』三笠書房（法律学全書） 1938年
- 『法律哲学要講』金文堂書店 1940年
- 『統制経済法』慶応出版社 1941年
- 『法と統制經濟』東洋書館 1941年
- 『経済法』ダイヤモンド社（新法学講話） 1942年
- 『経済法の基礎理論』東洋書館 1943年
- 『日本経済法の原理及び進路』日本法理研究会 1943年
- 『日本経済法の諸問題』厚生閣（国民科学） 1944年
- 『近代法思想史』世界書院 1947年
- 『経済法の基本問題』東洋書館 1948年
- 『法学』世界書院（基礎学選書） 1948年
- 『労働法講話』医学出版部（金山文庫） 1948年
- 『近代法思想史』世界書院 1949年
- 『法哲学』評論社（法律学全書） 1950年
- 『公務員と労働問題』郵政大臣官房人事部管理課 1952年
- 『法学概論』要書房 1952年
- 『法学入門』要選書 1952年
- 『臨時工 その実態と法律問題』要書房 1952年
- 『法哲学』慶応通信 1954年
- 『労働法』慶応通信 1954年
- 『法学十講』泉文堂 1956年
- 『法律の基礎知識』勁草書房 1957年
- 『経済法講義案』慶応通信 1959年
- 『団結と協約の法理』弘文堂 1959年
- 『法の実定性と正当性』有斐閣 1959年
- 『公労法解釈の問題点』労働法学研究所出版業務部 1962年
- 『公労法の理論と実際』勁草書房（労働法研究） 1967年
- 『これからの労使関係と労働法』総合労働研究所 1967年
- 『大学・大学教育・大学生』慶応通信 1967年
- 『もっと労使は話合いを』有信堂叢書 1967年
- 『公労法・地公労法 新コンメンタール』日本評論社 1971年
- 『公共企業体等労働関係法・公務員労働関係法』新版 有斐閣（法律学全集） 1972年
- 『労働法概論』有斐閣ブックス 1976年

## 共編著
- 『コンサイス社会法典』田中実共編 慶応通信教育図書 1949年
- 『労働争議』有泉亨、沼田稲次郎共編著 勁草書房 1954年
- 『法哲学講座』全8巻 尾高朝雄、加藤新平共編 有斐閣 1956年 - 1961年
- 『綜合労働判例集』編 弘文堂 1958年
- 『各国の公務員制度と労働基本権』編著 日本労働協会 1965年
- 『法学講義』高梨公之、和田英夫共編 青林書院新社（青林講義シリーズ） 1969年
- 『労働法講義』恒藤武二共編　青林書院新社（青林講義シリーズ） 1970年
- 『不当労働行為』編著 総合労働研究所 1976年

## 翻訳
- ザウワァ『法哲学序説』勁草書房 1958年

## 記念論集
- 『法哲学と社会法の理論 峯村光郎教授還暦記念』有斐閣 1971年

## 参考
- 『長野県人名鑑』信濃毎日新聞社、1974年